# Wurmsham
Wurmsham – miejscowość i gmina w Niemczech, w kraju związkowym Bawaria, w rejencji Dolna Bawaria, w regionie Landshut, w powiecie Landshut, wchodzi w skład wspólnoty administracyjnej Velden. Leży około 15 km na południowy wschód od Landshut, nad rzeką Vils, przy drodze B388.

## Dzielnice
W skład gminy wchodzą trzy dzielnice: 
- Pauluszell
- Ruprechtsberg
- Wurmsham

## Demografia
| Rok  | Liczba mieszk. |
| ---- | -------------- |
| 1970 | 1 244          |
| 1987 | 1 232          |
| 2000 | 1 328          |

## Oświata
(na 1999)

W gminie znajduje się szkoła podstawowa (8 nauczycieli, 162 uczniów).